# 克魯默巴赫河

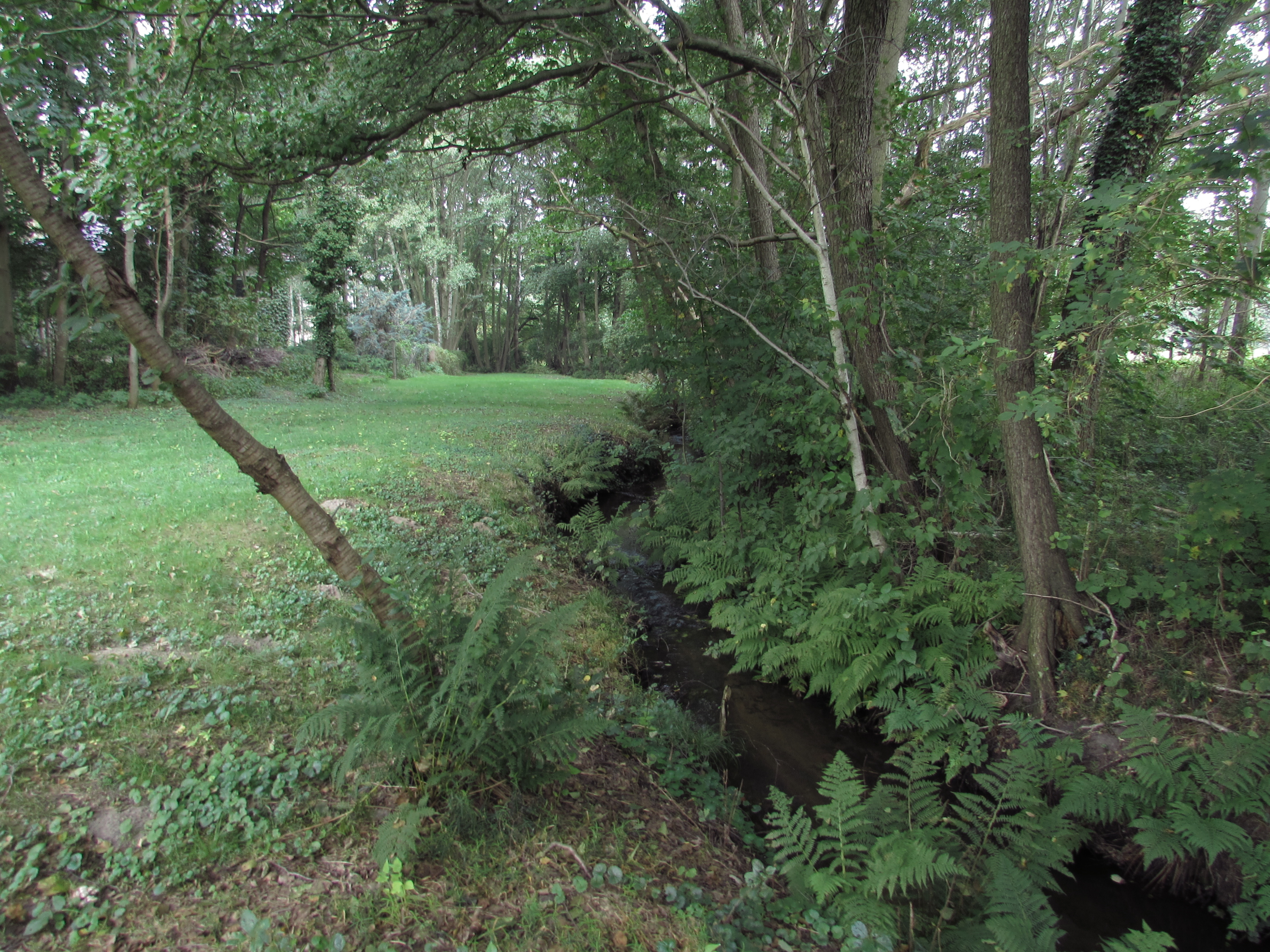
克魯默巴赫河

52°13′16″N 12°19′55″E / 52.22103°N 12.33206°E
克魯默巴赫河（德語：Krummer Bach），是德國的河流，位於該國東北部，處於勃蘭登堡州，該河流屬於布考河的支流，河道全長2.1公里，流域面積5平方公里。